# Hemioplisis ziczacaria
Hemioplisis ziczacaria är en fjärilsart som beskrevs av Charles Oberthür 1912. Hemioplisis ziczacaria ingår i släktet Hemioplisis och familjen mätare. Inga underarter finns listade i Catalogue of Life.